# Sonic Boom Six
Sonic Boom Six (сокр. SB6) — британская панк-рок и ска-панк группа из города Манчестер. Их эклектичный звук сочетает в себе различные элементы нескольких жанров и был описан Kerrang! как «взятие ска, поп, грайма, дабстепа, панка и метала, а затем объединение их в гиперактивный гибрид». Их песни, как правило, сосредоточены на социальный комментарий с живым шоу, известного как «столкновение былых и нынешних времён». На творчество группы повлияли такие коллективы, как Bad Brains, Public Enemy, The Fugees, The Specials, The Streets, и The Clash.

## История

### Ранние годы (2002—2004)
Sonic Boom Six впервые появились на панк-сцене Манчестера в апреле 2002 года. Некоторые из членов ранее были в группе Grimace. Их одноимённые демозаписи, записанные с Джерри Мельчерсом, были выпущены группой в октябре 2002 года. Для продвижения своей музыки они совершают тур по Великобритании вместе с ветеранами ска-панка The Toasters и Лондонской ска-панк и хип-хоп группой King Prawn. Они также гастролировали с Кули Ранксом и выступали в качестве его группы поддержки. В сентябре 2003 года они выпускают свой первый мини-альбом — The Turbo EP, релиз которого произошёл на лейбле Moon Ska Europe. После серии хороших выступлений Sonic Boom Six были приглашены на сессию BBC Radio One.

В августе 2004 года группа выпускает второй мини-альбом — Sounds to Cosume, релиз которого произошёл на том же Moon Ska Europe. В него вошёл и The Turbo EP в качестве бонус-треков.

### ОтDeck CheeseкRebel Alliance(2005-2009)

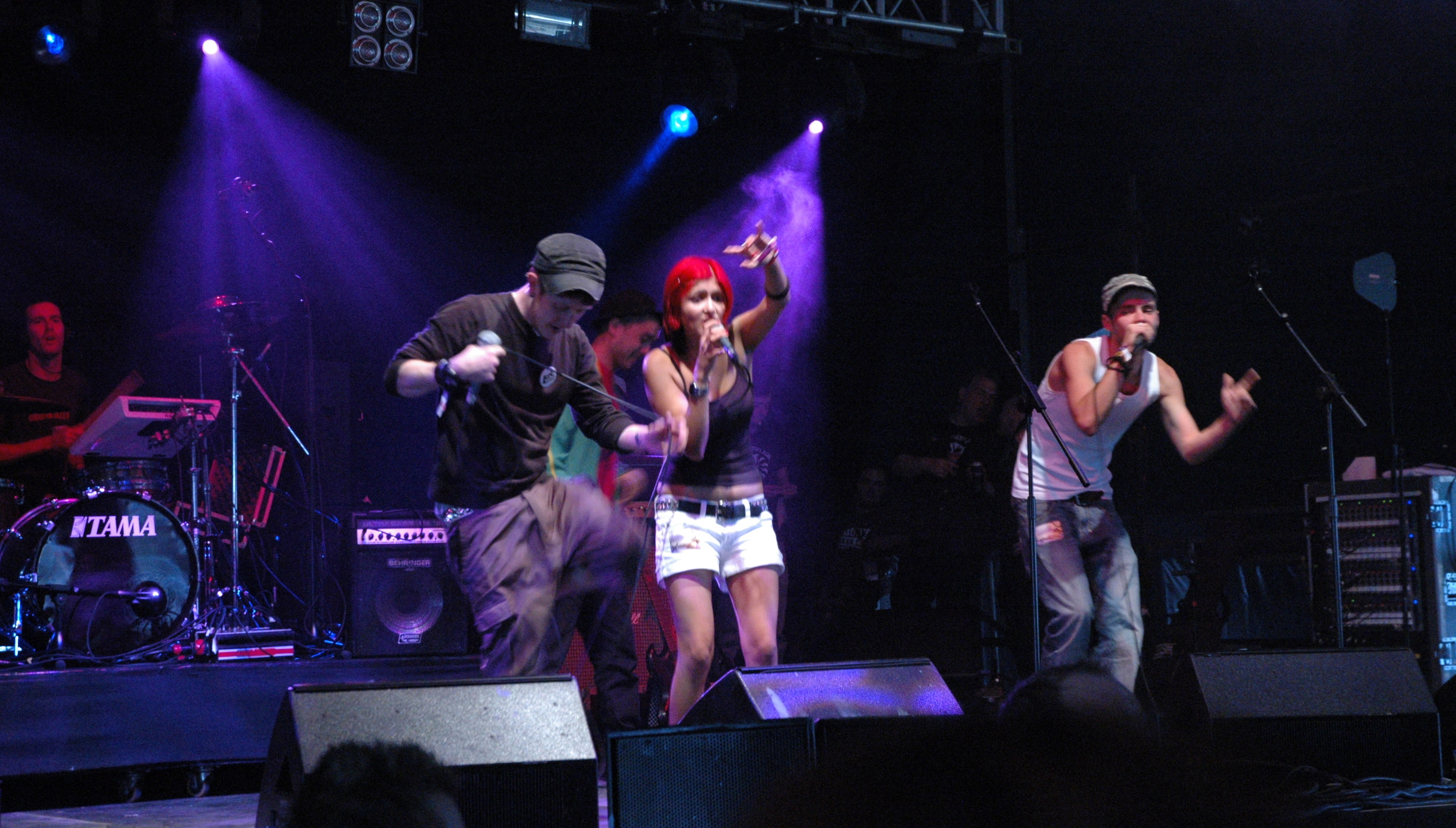
Sonic Boom Six исполняют песню «All In» вместе с Итчем из The King Blues. Фестиваль Reading and Leeds, Парк Брамхэм, 27 августа 2006 года

В начале февраля 2005 года Sonic Boom Six заменили гитариста Дейва «Хеллфайра» Келли на Бена Чайлдса, который играл на саксофоне. Когда они выступали вживую, саксофонные партии Бена играли через семплер, или же их исполняли музыканты из других групп, такие как Grown at Home и Flaming Tsunamis. В 2005 году группа открыла мероприятие Love Music Hate Racism на фестивале в Гластонбери, сыграла на фестивале Belgie Sortie 23 и выступила на премьере фильмов Rock Against Racism и Who Shot the Sheriff?. В этом же году был выпущен Champion Edition of Sounds to Consume, в котором представлены четыре оригинальных демо-трека, три ремикса, акустическая дорожка и видео группы.
В 2006 году группа записала свою вторую сессию для BBC Radio 1 The Lock Up, которую вещали 27 июня. К ним присоединились Пит и Такер. Их дебютный полноформатный альбом The Ruff Guide to Genre-Terrorism был выпущен 10 июля 2006 года на лондонском лейбле Deck Cheese Records. В августе 2006 года группа сыграла на фестивале Reading and Leeds.
В феврале 2007 года группа отправилась в первый тур Ruff and Ready вместе с такими группами, как The King Blues, Failsafe и Mouthwash. В мае 2007 года они играли на фестивале Slam Dunk Festival at Leeds University Union вместе с Paramore и Reel Big Fish. Во время выступления Reel Big Fish Лейла присоединилась к группе на сцене, чтобы спеть She Has a Girlfriend Now вместе с Аароном Барреттом. Она присоединилась к ним снова для зимнего тура Monkeys for Nothin' в 2008 году. Они снова сыграли на фестивале Reading and Leeds в 2007 году, играя не только свой материал, но и песню Sound System от Operation Ivy. Во время этой песни Итч из группы The King Blues снова присоединился к ним на сцене, чтобы спеть её. В ноябре 2007 года был выпущен второй полноформатный альбом Arcade Perfect, релиз которого произошёл на лейбле Rebel Alliance.
В мае 2008 года группа отправилась в тур Rude Awakening 2008 вместе с Big D and the Kids Table и Random Hand. В этом же году был проведён второй тур Ruff and Ready. За этим последовал выпуск ремиксов, би-сайдов и раритетных альбомов под названием Play On: Rare, Rejected and Arcade Perfected, которые группа выпустила в поддержку тура в конце 2008 года. Ник Хорн также присоединился к группе в качестве полноправного участника, ныне играющего на гитаре, басе и тромбоне. Они сыграли на фестивале Hevy Music Festival 1 августа 2009 года. Второй тур Ruff and Ready начался в октябре 2008 года при поддержке Криса Мюррея.
В мае 2009 года Sonic Boom Six выпустили свой третий альбом City of Thieves на лейбле Rebel Alliance Recordings. В августе 2009 года Sonic Boom Six открыли фестиваль Reading and Leeds.

### Уход Бена Чайлдса и Sonic Boom Six (2009-2015)
8 октября 2009 года на официальном сайте группы было объявлено, что Бен Чайлдс покинет группу после предстоящего тура Boom or Bust и что его временно заменит Мэттью Рейнольдс — нынешний вокалист и гитарист группы Drawings и бывшей группы Howards Alias. В феврале 2010 года новый постоянный участник Джеймс "Джимми Ти Бум" Рут, пришедший из Myth of Unity, присоединился к группе гитаристом. Ли Хартни из The Smith Street Band присоединился к группе в двух турах в 2011 году, играя на гитаре и клавишных.
4 февраля 2012 года в радиоинтервью с Мэттом Стоксом на радио Kerrang! Radio  Пол Барнс и Лайла Хан объявили, что их новый альбом будет одноименным.
Во время бесплатного концерта, спонсируемого HP Live и Last FM в Манчестере 19 апреля 2012 года, Пол "Барни Бум" Барнс объявил, что группа должна подписать контракт в следующую субботу и новый альбом будет выпущен в сентябре 2012 года.
Sonic Boom Six были хедлайнерами на фестивале 2000Trees в Глостершире 13 июля 2012 года.

## Участники
- Пол Барнес («Барни Бум») — бас-гитара, вокал, гитара
- Лейла Хан («Лейла Кей», «Лейзер Кей») — вокал
- Ник Хорн («Блэйд») — гитара, тромбон, труба, бэк-вокал, бас-гитара
- Джеймс Рауса («Джимми Ти Бум») — гитара, синтезатор, тромбон, бас-гитара, бэк-вокал
- Люк Хескет — ударные

### Бывшие участники
- Бен Чайлдс («Бен Си») — саксофон, гитара, вокал (2002–2009)
- Дэйв Келли («Хеллфайр») — гитара (2002–2005)
- Нил МакМинн («Мэдфиш») — ударные (2002-2015)
- Мэтью Рейнольдс — гитара (временный участник, 2009–2010)

## Дискография

### Альбомы
| Год  | Название                          | Лейбл              |
| ---- | --------------------------------- | ------------------ |
| 2006 | The Ruff Guide to Genre-Terrorism | Deck Cheese        |
| 2009 | The Ruff Guide to Genre-Terrorism | Rebel Alliance     |
| 2007 | Arcade Perfect                    | Rebel Alliance     |
| 2009 | City of Thieves                   | Rebel Alliance     |
| 2012 | Sonic Boom Six                    | Xtra Mile          |
| 2016 | The F-Bomb                        | Cherry Red Records |

### Мини-альбомы
| Год  | Название          | Лейбл           |
| ---- | ----------------- | --------------- |
| 2002 | Sonic Boom Six EP | Саморелиз       |
| 2003 | The Turbo EP      | Moon Ska Europe |
| 2004 | Sounds to Consume | Moon Ska Europe |
| 2005 | Sounds to Consume | Moon Ska Europe |
| 2006 | Babyboom          | Саморелиз       |

### Синглы
| Год  | Название                                       | Альбом                            | Лейбл                           |
| ---- | ---------------------------------------------- | --------------------------------- | ------------------------------- |
| 2007 | All-In                                         | The Ruff Guide to Genre-Terrorism | Deck Cheese                     |
| 2009 | The Concrete We're Trapped Within (It's Yours) | City of Thieves                   | Rebel Alliance                  |
| 2009 | Back 2 Skool                                   | City of Thieves                   | Rebel Alliance                  |
| 2011 | New Style Rocka                                | n/a                               | Rebel Alliance                  |
| 2011 | Sunny Side of the Street                       | n/a                               | Rebel Alliance                  |
| 2011 | For the Kids of the Multiculture               | Sonic Boom Six                    | Rebel Alliance                  |
| 2011 | Play On (Split with The Nix 86)                | n/a                               | Asbestos/Underground Communiqué |
| 2012 | Virus                                          | Sonic Boom Six                    | Xtra Mile                       |
| 2013 | Keep on Believing                              | Sonic Boom Six                    | Xtra Mile                       |
| 2013 | The High Cost Of Living                        | Sonic Boom Six                    | Xtra Mile                       |
| 2015 | No Man, No Right                               | The F-Bomb                        | Rebel Alliance                  |

### Сборники
| Год  | Название                                   | Лейбл          |
| ---- | ------------------------------------------ | -------------- |
| 2008 | Play On: Rare, Rejected & Arcade Perfected | Rebel Alliance |
| 2010 | Rude Awakening                             | Rebel Alliance |

### Музыкальные клипы
- The Rape of Punk to Come (2004)[10]
- All-In (2007)[11]
- While You Were Sleeping (2007)[12]
- Sound of a Revolution (2009)[13]
- The Road to Hell is Paved With Good Inventions (2010)[14]
- New Style Rocka (2011)[15]
- What Doesn't Kill You Makes You Stronger (2011)[16]
- Sunny Side of the Street (2011)[17]
- For the Kids of the Multiculture (2011)[18]
- Virus (2012)[19]
- Karma is a Bitch (2013)[20]
- Keep on Believing (2013)[21]
- The High Cost Of Living (2013)[22]
- No Man, No Right (2015)[23]

### DVD
| Год  | Название                           | Лейбл          |
| ---- | ---------------------------------- | -------------- |
| 2007 | Ruff and Ready: Live in Manchester | Саморелиз      |
| 2009 | Boom or Bust: Live in Manchester   | Rebel Alliance |

### Сборник выступлений
| Год  | Название                   | Трек(и)                     | Лейбл                |
| ---- | -------------------------- | --------------------------- | -------------------- |
| 2003 | This Are UK Ska Vol. 3     | Northern Skies              | Do The Dog           |
| 2004 | Punktastic Un-Scene        | Un Scene                    | Punktastic/Sorepoint |
| 2004 | Punktastic Un-Scene        | Boom Bye Bye                | Punktastic/Sorepoint |
| 2008 | Punktastic Un-Scene Vol. 4 | An Ode To DIY Promoters     | Punktastic/Banquet   |
| 2009 | Go Folk Yourself           | September To May [Acoustic] | Guerilla Asso        |